# Les Yeux verts du diable
Pour plus de détails, voir Fiche technique et Distribution.
Les Yeux verts du diable (Necronomicon - Geträumte Sünden) est un film d'horreur érotique allemand réalisé par Jesús Franco (crédité comme Jess Franco), sorti en 1968.

## Synopsis
Lorna Green est une dominatrice qui pratique son art BDSM sur la scène d'une boîte de nuit. Son manager Bill Malway, qui l'a découverte à Lisbonne quand elle s'est introduite dans sa chambre fermée à clé, entretient une liaison amoureuse avec elle. Mais il ignore tout du passé de cette femme énigmatique. Bisexuelle, elle est la proie de cauchemars au cours desquels elle met à mort ses partenaires amoureux, hommes ou femmes. Elle semble être sous l'emprise d'un homme étrange qui la pousse à commettre des crimes. Est-il l'instigateur de meurtres bien réels commis par Lorna en état de transe ? Serait-il Satan, venu sur Terre pour surveiller les agissements de Lorna, succube issue de l'Enfer ? Les cadavres s'accumulent tandis que Lorna perd le sens de la réalité et du rêve. Après avoir assassiné Bill et sa mission de mort étant accomplie, Lorna retourne dans le château de son maître, Lucifer... 

## Fiche technique
- Titre original : Necronomicon - Geträumte Sünden
- Titre américain : Succubus
- Titre français : Les Yeux verts du diable
- Réalisation : Jesús Franco (crédité comme Jess Franco)
- Scénario : Pier A. Caminnecci
- Montage : Frizzi Schmidt
- Musique : Friedrich Gulda et Jerry van Rooyen
- Photographie : Jorge Herrero et Franz Xaver Lederle
- Production : Adrian Hoven
- Société de production et distribution : Aquila Films
- Format : couleur
- Genre : horreur, érotique
- Durée : 84 minutes
- Dates de sortie : 
  -  Allemagne de l'Ouest : 19 avril 1968
  -  États-Unis : 7 avril 1969
  -  France : 31 mai 1972

## Distribution
- Janine Reynaud : Lorna Green
- Howard Vernon : amiral Kapp
- Jack Taylor : William Francis Mulligan
- Nathalie Nort : Bella Oolga
- Adrian Hoven : Ralf Drawes
- Michel Lemoine : Pierce
- Pier A. Caminnecci : Hermann
- Américo Coimbra : le crucifié
- Lina De Wolf
- Eva Brauner
- Jesús Franco : l'écrivain (non crédité)
- Karl Heinz Mannchen : un invité de la fête (non crédité)
- Daniel White : le pianiste  (non crédité)